# Знакомиться с людьми просто
Знакомиться с людьми просто (англ. Meeting People Is Easy) — британский музыкальный документальный фильм режиссёра Гранта Джи, рассказывающий о британской рок-группе Radiohead и её концертном туре по случаю выпуска альбома OK Computer. Фильм был положительно воспринят зрителями и критиками, номинирован на премию «Грэмми» за лучший музыкальный фильм в 2000 году и продан тиражом более полумиллиона копий на VHS и DVD носителях.

## Описание
Знакомиться с людьми просто показывает тур OK Computer, начавшийся 22 мая 1997 в Барселоне. Фильм состоит из интервью, съемок рекламных материалов и жизни группы в туре. В нём показаны репетиции, выступления группы (в том числе выступление «Karma Police» на Позднем шоу с Дэвидом Леттерманом) и процесс создания клипа на песню «No Suprises».
В фильме присутствуют как выпущенные на тот момент песни, так и ещё не выпущенные композиции и альтернативные версии следующих песен:
- «Follow me Around» — выпущена 1 ноября 2021 года как сингл в составе альбома Kid A Mnesia.
- «How to Disappear Completely» — выпущена 2 октября 2000 года в составе альбома Kid A.
- «I Will» — выпущена 9 июня 2003 года в составе альбома Hail to the Thief.
- «Life in a Glasshouse» — выпущена 30 мая 2001 года в составе альбома Amnesiac.
- «Man of War» — выпущена 23 июня 2017 года в составе альбома OK Computer OKNOTOK 1997 2017.
- «Nude» — выпущена 10 октября 2007 года в составе альбома In Rainbows.

## Релиз
В Великобритании Знакомиться с людьми просто был выпущен на VHS 30 ноября 1998 года, а на DVD-носителях — 12 июня 2000 года. Фильм поступил в продажу в США 18 мая 1999 года в обоих форматах.
На телевидении фильм транслировался Channel 4 в Великобритании 6 мая 1999. В Америке Sundance Channel показывал документальный фильм 9 раз на протяжении мая 2000 года.
После выкупа Radiohead всего своего каталога у EMI в апреле 2016 года фильм был выпущен бесплатно в общественной библиотеке группы.

## Критика
Фильм получил положительные оценки. Критики с энтузиазмом отнеслись к тому, что создатели отошли от традиционного показа тура и «закулисных шуток» и фокусировались на «бесконечном потоке лишних интервью, ослепительных фотосессий и неловких выступлений на телевидении».
Критик Джессика Брандт из theshrubbery.com дала 5 из 5 звезд. Кинокритик Даниэль Флетчер назвал Meeting People Is Easy — один из его десяти любимых фильмов. Критик Entertainment Weekly Трой Паттерсон, дал фильму оценку B+, назвав его «выразительным произведением настроения, бросающим в дрожь от космополитической паранойи и горькой мрачной славы».
Meeting People Is Easy на Rotten Tomatoes получил рейтинг одобрения в 71 % от критиков и 85 % от простых зрителей. На IMDb на момент апреля 2022 года документальный фильм имеет рейтинг 7.4.